# Czigány Tibor
Czigány Tibor (Budapest, 1963. december 19. –) Széchenyi-díjas gépészmérnök, egyetemi tanár, a Magyar Tudományos Akadémia rendes tagja, 2021. július 1-jétől a Budapesti Műszaki és Gazdaságtudományi Egyetem (BME) rektora. Kutatási területe az anyagvizsgálat, a gépészet, az anyagtudomány és a hozzá kapcsolódó technológia, a kompozitok és a polimer szerkezeti anyagok. 2012–2019 között a Budapesti Műszaki és Gazdaságtudományi Egyetem Gépészmérnöki Kar dékánja volt.

## Életpályája
1982-ben érettségizett a budapesti Radnóti Miklós Gimnáziumban, majd 1983-ban kezdte meg egyetemi tanulmányait a Budapesti Műszaki Egyetem Gépészmérnöki Karán, ahol 1988-ban szerzett géptervező mérnöki diplomát. Az oklevél megszerzését követően a kar Gépszerkezettani Intézetében lett egyetemi tanársegéd. 1994-ben védte meg egyetemi doktori értekézését. Egyetemi adjunktusi beosztásba 1996-ban került. Közben 1991 és 1997 között több alkalommal a Kaiserslauterni Egyetem meghívott vendégkutatója. 1999-ben kapta meg docensi, majd a 2002-es habilitálását követően 2006-ban egyetemi tanári kinevezését, utóbbit már a polimertechnika tanszék vezetőjeként, a tanszéket 2001 és 2014 között vezette. 2012-ben megválasztották a kar dékánjává, ezt a posztot 2019-ig töltötte be. Szintén 2012-től az MTA–BME Kompozittechnológiai Kutatócsoport vezetője.
1997-ben szerzett PhD-fokozatot, 2005-ben pedig megvédte akadémiai doktori értekezését. Az MTA Anyagtudományi és Technológiai Tudományos Bizottság, a Gépszerkezettani Tudományos Bizottság és a Szál- és Kompozittechnológiai Tudományos Bizottság tagja lett. 2007 és 2013 között a Magyar Tudományos Akadémia közgyűlésének doktori képviselője volt, majd 2013-ban megválasztották az MTA levelező, 2019-ben pedig rendes tagjává. 2011 és 2017 között az Akadémia doktori tanácsában is részt vett. Akadémiai tisztségei mellett számos tudományos egyesület és szervezetben is aktív résztvevővé vált, ilyen a Gépipari Tudományos Egyesület, a Magyar Mérnökakadémia és a Magyar Műanyagipari Szövetség. Ezen kívül 2007 és 2012 között az Erősített Műanyaggyártók Szövetsége elnöki, valamint 2014-től a Magyar Anyagtudományi Egyesület alelnöki tisztét is betöltötte. Számos külföldi szakmai szervezet is tagjai sorába vette, ilyen többek között a European Society for Composite Materials és a Society of Plastic Engineers, előbbinek tanácstagja is. A Műanyagipari Szemle, a Műanyag és Gumi, a Plastics, Rubber and Composits és az eXPRESS Polymer Letters szerkesztőbizottságába is bekerült.
2021. május 31-én Áder János köztársasági elnök július 1-jei hatállyal a Budapesti Műszaki és Gazdaságtudományi Egyetem rektorává nevezte ki.
2024 áprilisában bejelentette, hogy nem indul második ciklusért a rektorválasztáson; a választáson Dr. Kiss Rita, a Gépészmérnöki Kar Mechatronika, Optika és Gépészeti Informatika Tanszékének (GPK MOGI) vezetője, illetve Dr. Charaf Hassan egyetemi tanár, a Villamosmérnöki és Informatikai Kar dékánja indult.

## Kutatási területe
Tudományos kutatásainak fő területei a műanyagok, polimerek és kompozitok. Ezeken belül foglalkozik szálerősítéses polimerek vizsgálatával, ahol üveg-, szén-, bazalt-, len-, kender- és kerámiaszálakkal végez kutatásokat, emellett a környezetben lebomló és a szervezetben felszívódó polimerek és kompozitjaik kérdésével is foglalkozik. Tanulmányokat jelentetett meg a kompozitok területén a rajtuk megjelenő repedések keletkezéséről és esetleges terjedéséről, hibridkompozitok kifejlesztéséről, az akusztikus emissziós vizsgálatról, valamint a fém gépszerkezeti elemek velük való helyettesítéséről is. A polimerek területén a hegesztésük, illetve hegeszthetőségük, újrahasznosíthatóságuk volt több közlemény tárgya. Emellett új kompozit anyagok és technológiák kifejlesztésén is dolgozik.
Több mint háromszáz tudományos publikáció szerzője vagy társszerzője, amelyeket elsősorban magyar és angol nyelven ad közre. 2010-ben a BME Pattantyús-Ábrahám Géza Doktori Iskolájának habilitációs bizottsági és doktori tanácsi elnökhelyettesi pozíciójával bízták meg, így a gépészmérnöki doktori képzés fejlesztésében is aktív. Közel húsz PhD-végzett hallgató doktori témavezetője volt. 2000 és 2003 között Széchenyi professzori, 2012-ben Charles Simonyi-ösztöndíjjal kutatott.

## Díjai, elismerései
- Műszaki Irodalmi Díj (2001)
- Gépipari Tudományos Egyesület érme (2009, 2011, 2013)
- Ipolyi Arnold-díj (2012)
- BME Gépészmérnöki Kar kiváló oktatója (2013, 2016)
- Széchenyi-díj (2018)
- Gábor Dénes-díj (2019)[2]

## Főbb publikációi
- Comparison of the failure mode in short and long glass-fiber-reinforced injection-molded polypropylene composites by acoustic-emission (Karger-Kocsis Józseffel, 1993)
- Erősített polimerek tönkremenetelének vizsgálata (1994)
- Comparison of the fracture and failure behavior of polypropylene composites reinforced by long glass-fiber and by glass mats (társszerző, 1995)
- On the essential and non-essential work of fracture of biaxial-oriented filled PET film (Karger-Kocsis Józseffel, 1996)
- A károsodási zóna kialakulása és a repedésterjedés erősített polipropilén rendszereknél (1997)
- Gépszerkezetek elemei és gépek üzemtana (társszerző, 1997)
- Thickness dependence of work of fracture parameters of an amorphous copolyester (társszerző, 1997)
- Deformation rate dependence of the essential and non-essential work of fracture parameters in an amorphous copolyester (társszerző, 1998)
- Tensile fracture and failure behavior of thermoplastic starch with unidirectional and cross-ply flax fiber reinforcements (társszerző, 2003)
- Tensile fracture and failure behavior of technical flax fibers (társszerző, 2003)
- Bazaltszálas hibridkompozitok (2005)
- Reducing Water Absorption in Compostable Starch-based Plastics (társszerző, 2005)
- Special manufacturing and characteristics of basalt fiber reinforced hybrid polypropylene composites: Mechanical properties and acoustic emission study (társszerző, 2006)
- Biodegradable foam plastics based on castor oil (társsezerző, 2008)
- Miscibility, morphology, thermal, and mechanical properties of a DGEBA based epoxy resin toughened with a liquid rubber (társszerző, 2008)
- Chemical Composition and Mechanical Properties of Basalt and Glass Fibers: A Comparison (Deák Tamással, 2009)
- Kompozit szerkezeti anyagok tönkremenetele, avagy Az anyag hal(l)hatatlan hangja, Székfoglaló előadások a Magyar Tudományos Akadémián. Magyar Tudományos Akadémia, (2013)
- Damage detection and self-repair in hollow glass fiber fabric-reinforced epoxy composites via fiber filling (Kling Sándorral, 2014)
- Design and characterisation of high performance, pseudo-ductile all-carbon/epoxy unidirectional hybrid composites (társszerző, 2017)